# Euphaedra nitidula
Euphaedra nitidula är en fjärilsart som beskrevs av Carpenter 1935. Euphaedra nitidula ingår i släktet Euphaedra och familjen praktfjärilar. Inga underarter finns listade i Catalogue of Life.